# Zancleopsis grandis
Zancleopsis grandis — вид гідроїдних кнідарій родини Zancleopsidae ряду Anthoathecata. Описаний у 2024 році.

## Назва
Видовий епітет grandis означає «великий» і стосується відносно великого розміру цієї медузи.

## Поширення
Вид поширений на заході Атлантичного океану. Типовий зразок зібрано біля узбережжя Флориди, за 10 км на схід від Палм-Біч, на глибині 10 метрів.

## Опис
Медуза має дзвін заввишки до 29 мм, з великим верхівковим відростком. Форма купола Zancleopsis grandis змінюється під час руху, але в нерухомому стані вона довга і вузька. Від дзвону відходять два щупальця завдовжки до 5 см з абаксіальними бічними гілками, що закінчуються дуже великою головкою, значно більшою за крайові цибулини, сферичної або яйцеподібної форми залежно від стану скорочення. Інші два щупальця відносно довгі, звужуються, без роздутого кінця або головки. Статеві залози у вертикальних складках.